# 31-я горно-штурмовая бригада
31-я горно-штурмовая бригада (серб. 31. брдско јуришна бригада) — бригада Войска Республики Сербской, состоявшая в 1-м Краинском корпусе.

## История
Образована в середине 1994 года в призывном центре Маняча у Баня-Луки. Личный состав: 2 тысячи призывников. После обучения направлена 6 октября 1994 года в Яйце и Мрконич-Град.
4 ноября приняла первый бой на Србобранском фронте (ныне Дони-Вакуф), начав держать оборону на Равной горе над рекой Семешницей, на высотах Декале в сторону Виторога, на Купресских воротах и на направлении Турбе — Комар. Держала оборону против 7-го корпуса АРБиГ. В середине ноября 1994 года бригада с большим трудом остановила наступление Армии БиГ, которая стремилась при помощи 5-го армейского корпуса уничтожить силы Войска Республики Сербской на Бихачском направлении.
В середине июля 1995 года 31-я бригада снова приняла бой, когда 7-й корпус атаковал позиции 5-й Козарской бригады на Комаре, 19-й Сербобранской на Кошчанах и 31-й бригады на Ключской и Тисовой косах и Юнузовце. С 12 по 14 августа 1995 года 31-я горно-штурмовая бригада вела кровопролитные бои, в ходе которых уничтожила превосходившую по численности и вооружению 707-ю бригаду АРБиГ и перешла в контрнаступление к реке Семешнице.
В сентябре 1995 года во время операции «Огонь» бригада прикрывала отступление 30-й дивизии Войска Республики Сербской и эвакуацию гражданского населения, после чего ушла в стороны гор Влашич и Кнежево. 31-я бригада потеряла много убитыми и ранеными в стычках с силами ВС Хорватии, которые после операции «Буря» прорвались в Центральную Боснию к Шипово и Яйце и далее к Баня-Луке. Огромная часть сербских солдат попала в плен и была затем отправлена в лагеря военнопленных в Сплите, Мостаре, Загребе, Ливно и Доц-на-Лашве. Остатки бригады, собрав последние силы, отбили на реке Угар серию нападений объединённых войск мусульман, ХВО и ВС Хорватии.